# 開輪式賽車
開輪式賽車（英語：Open-wheel car）、 方程式賽車（英語：formula car），或是英國英語中稱的單人座賽車（英語：single-seater car），是一種輪胎位於賽車本體外部，而且通常是只有一個座位的賽車。開輪式賽車與街車、跑車、改裝車和房車，這些輪子位於車身或擋泥板下的賽車有所區別。開輪式賽車通常是專為方程式賽車競速而製造的，往往比其他賽車運動有著更高程度的精密技術。